# Обський ВТТ
Обський ВТТ (рос. ОБСКИЙ ИТЛ) — підрозділ системи виправно-трудових установ СРСР, оперативне керування якого здійснювало Північне Управління таборів залізничного будівництва ГУЛЖДС.
Час існування: організований 28.04.47; закритий 29.09.48.
Дислокація: Тюменська область, р-н Салехарда.

## Історія
Постановою уряду від 22 квітня 1947 передбачалося розпочати спорудження «Заполярного Транссибу» і прилеглих до нього портів на сибірських річках і на Обській Губі. МПС (в минулому НКПС) уклало договір з ГУЛАГ МВС про реалізацію даного проекту. Останнє сформувало Північне Управління таборів залізничного будівництва на чолі з полковником Барабановим, куди увійшли Заполярлаг або «Будівництво № 503», Сєвпечлаг, Березовлаг, Байдарлаг і Обський ВТТ або «Будівництво № 501».
З 1947-го по 1953-й рік дорога «Чум — Салехард — Ігарка» офіційно називалася будівництво № 501 і № 503.

## Виконувані роботи
- буд-во морського порту в Обській губі на м. Кам'яному
- буд-во ділянки залізничної траси ст. Чум (Новий) — Обське — Яр-Сале — Новий Порт, на схід Уральського хребта,
- з 06.05.48 — буд-во західної ділянки залізниці від ст. Чум до кордону розділу з Байдарським ВТТ;
- буд-во перевалочної бази МРФ в р-ні Салехарда, пересильного пункту на 5000 чол., складів при Омській конторі ГУЛЖДС (з 10.09.47).